# Rio Quebra-Dentes
Rio Quebra-Dentes är ett vattendrag i Brasilien.   Det ligger i delstaten Rio Grande do Sul, i den södra delen av landet, 1 500 km söder om huvudstaden Brasília.
I omgivningarna runt Rio Quebra-Dentes växer i huvudsak städsegrön lövskog. Runt Rio Quebra-Dentes är det mycket glesbefolkat, med 4 invånare per kvadratkilometer.